# Kissing to Be Clever
Kissing to Be Clever es el álbum de estudio debut de la banda inglesa Culture Club, el cual fue publicado el 4 de octubre de 1982 en Reino Unido y el 13 de diciembre de 1982 en Estados Unidos, en ambos países fue publicado bajo el mismo sello Virgin Records.

## Sencillos
- «White Boy»

Fue el primer sencillo del álbum. La canción no tuvo fama y no entró en las listas como las del Reino Unido o Estados Unidos
- «I'm Afraid of Me»

Este es el segundo sencillo del álbum, el cual tuvo la expectativa suficiente como para entrar en el puesto número 100 del UK Singles Chart de Reino Unido, siendo la primera entrada de las listas del grupo Culture Club.
- «Do You Really Want to Hurt Me»

Este fue lanzado como el tercer sencillo del álbum, el 6 de septiembre de 1982. La canción fue escrita por Roy Hay, Boy George, Mike Craig y Jon Moss, además de haber sido producida por Steve Levine, productor que también produjo todo el álbum. La canción se convirtió en un auténtico éxito, consiguiendo llegar al número 1 del UK Singles Chart, donde estuvo tres semanas seguidas en el número uno y diecinueve semanas en listas. Esta canción se convirtió en el primer sencillo que consigue el número 1 en el Reino Unido del grupo. En Estados Unidos, el sencillo se convirtió en la primera canción que consiguió entrar en la lista Billboard Hot 100 y consiguió el número 2 en su semana número 10, siendo el primer top 10 y estar un total de 25 semanas en lista.
- «Time (Clock Of The Heart)»

Es el cuarto sencillo del álbum, y el segundo éxito que se desprende del álbum, lanzado el 6 de septiembre de 1982, la canción tuvo mucha fama, consiguiendo llegar al número 2 del Reino Unido y los Estados Unidos, donde estuvieron 19 y 18 semanas en lista respectivamente, lo que se convirtió en la segunda canción que consigue el top 10 en Reino Unido, y lo mismo en Estados Unidos. En países como Australia, la canción consiguió el top 15 y en otros países como Nueva Zelanda, Canadá o Suecia consiguió el top 10. La canción fue escrita por Roy Hay, Boy George, Mikey Craig y Jon Moss, al igual que el anterior sencillo. Además de que producido por Steve Levine. Que también produjo el álbum.
- «I'll Tumble 4 Ya»

Fue lanzado el 17 de junio de 1983 y escrita por Roy Hay, Boi George, Mikey Craig y Jon Moss. La canción tuvo fama en Estados Unidos y en Canadá, llegando al número 9 en ambos países, siendo el tercer top 10 en Estados Unidos y la primera canción de Culture Club que ni llega al número 1 en Canadá, sin embargo en Reino Unido, fallo al entrar al top 10, a pesar de que tuvo una alta resonancia en Radios y fue muy escuchada en medios de streaming.

## Recepción

### Comercial
El álbum tardó más de 3 meses en entrar en las listas estadounidenses, y cuando lo hizo entró en la posición número 141 del Billboard 200, fue rondando entre las posiciones números 100 y 120 hasta que en su séptima semana salió disparado de esas posiciones, y en su semana número 11, el álbum consiguió su mejor posición, llegando a la posición número 14, y a pesar de que no consiguió el top 10, estuvo 88 semanas en la lista, siendo el mayor éxito comercial de Culture Club en Estados Unidos y el álbum que más tiempo ha estado en listas de Estados Unidos.
La Recording Industry Association of America (RIAA) certificó a Kissing to Be Clever como ‘Platino’ por haber vendido 1.000.000 de copias en Estados Unidos. En Reino Unido, el álbum consiguió el número 5 en Reino Unido, siendo el primer álbum que consigue en el top 10 uno en su país natal, el Reino Unido. Y estuvo 59 semanas, siendo menos exitoso que en Estados Unidos. El álbum fue certificado como platino, por vender 400.000 copias vendidas.

## Canciones

### Formato Vinilo
| N.º | Título                   | Duración |  |
| 1.  | «White Boy»              | 4:40     |  |
| 2.  | «You Know I’m Not Crazy» | 3:36     |  |
| 3.  | «I'll Tumble 4 Ya»       | 2:36     |  |
| 4.  | «Take Control»           | 3:09     |  |

| N.º | Título                          | Duración |  |
| 1.  | «Mystery Boy»                   | 3:00     |  |
| 2.  | «Boy Boy (I’m the Boy)»         | 3:50     |  |
| 3.  | «I’m Afraid of Me»              | 3:16     |  |
| 4.  | «White Boys Can’t Control It»   | 3:43     |  |
| 5.  | «Do You Really Want to Hurt Me» | 4:22     |  |

### Formato en CD
| N.º | Título                          | Duración |  |
| 1.  | «White Boy»                     | 4:40     |  |
| 2.  | «You Know I’m Not Crazy»        | 3:36     |  |
| 3.  | «I'll Tumble 4 Ya»              | 2:36     |  |
| 4.  | «Take Control»                  | 3:09     |  |
| 5.  | «Love Twist»                    |          |  |
| 6.  | «Mystery Boy»                   | 3:00     |  |
| 7.  | «Boy Boy (I’m the Boy)»         | 3:50     |  |
| 8.  | «I’m Afraid of Me»              | 3:16     |  |
| 9.  | «White Boys Can’t Control It»   | 3:43     |  |
| 10. | «Do You Really Want to Hurt Me» | 4:22     |  |